# 木川統一郎
木川統一郎（きがわ とういちろう、1924年-2020年10月22日）は、日本の法学者・弁護士・弁理士。専門は民事手続法、特に民事訴訟法・民事執行法・民事保全法。学位は、法学博士（早稲田大学・論文博士・1974年）。元中央大学教授。千葉県香取郡多古町出身。

## 来歴

### 学歴
- 1945年中央大学専門部法律学科卒業。
- 1947年高等文官試験司法科合格。
- 1949年中央大学法学部卒業。
- 1964年ハンブルク大学留学
- 1965年パリ大学留学
- 1967年ウィーン大学留学
- 1969年ミュンヘン大学留学
- 1974年早稲田大学にて法学博士の学位を取得。

### 職歴
中央大学法学部助手。1953年中央大学法学部助教授。1962年中央大学法学部教授。1968年中央大学理事。1970年旧司法試験第二次試験考査委員。1971年中央大学依願退任。中央大学法学部非常勤講師（～1994年）。1973年弁護士・弁理士登録。1975年早稲田大学大学院法学研究科客員講師・同法学部客員講師（～1994年）。最高裁判所規則制定諮問委員(1975～1994年)。法務省法制審議会民事訴訟部会・強制執行制度部会委員(1971～1994年)。

## 受賞歴
- 1994年ドイツ連邦共和国勲一等功労十字勲章受章
- 2006年ドイツ連邦共和国大功労十字勲章受章
- 2008年日本外務大臣賞受賞

## 学説
- 全面肯定説
  - 訴訟物の一部請求の可否につき、残部の再訴が許されるかについて、木川は、「一部請求の有無に関わらず、訴訟物は一部となり、残部請求は許される」とする1人説を唱えている。

## 家族
子息に、中央大学法学部教授の木川裕一郎、消化器外科医の木川三四郎、心臓血管外科医の木川幾太郎がいる。